# Schömberg (bei Gera)
Schömberg este o comună din landul Turingia, Germania, atestată documentar prima oară în anul 1209.

## Geografie
Schömberg este localitatea nordică a comunității administrative și aparține de orașul Weida, în apropiere de Aumatalsperre.
Municipalitățile învecinate sunt Harth-Pöllnitz, Steindorf și orașul Weida.

### Demografie
Evoluția populației (31 decembrie):
| - 1994 - 117 - 1995 - 123 - 1996 - 117 - 1997 - 124 | - 1998 - 126 - 1999 - 121 - 2000 - 128 - 2001 - 124 | - 2002 - 121 - 2003 - 119 - 2004 - 116 - 2006 - 116 | - 2007 - 109 |

 Sursa datelor: Oficiul de Stat pentru Statistică turingiene (Thüringer Landesamt für Statistik) 

## Politică
Primarul este Wolfgang Schumann. 